# Galdeblære
Hos alle hvirveldyr er galdeblæren (Latin: Vesica biliaris) et lille, ikke livsnødvendigt, organ, der indeholder galde, som hjælper med fordøjelsen. Galden bliver dannet i leveren.
Hos mennesket er det pæreformede organ placeret under leveren, men galdeblærens opbygning og placering kan variere betydeligt mellem de forskellige dyrearter. Den modtager, opkoncentrerer og opbevarer galden, der senere frigives via galdegangen udi tolvfingertarmen, hvor den medvirker til den enzymatiske nedbrydning af fedstoffer under fordøjelsen af mad.
I galdeblæren kan der undertiden dannes galdesten - disse består af stoffer der ikke har kunnet opløses af galden: kolesterol og bilirubin. Galdesten forekommer hos ca. hver femte kvinde og hver tiende mand, men giver i de fleste tilfælde (80%) aldrig symptomer. De kan dog forårsage stor smerte og vil i alvorligere tilfælde skulle bortopereres.
- Wikimedia Commons har flere filer relateret til Galdeblære

| Anatomi | Spire Denne artikel om anatomi er en spire som bør udbygges. Du er velkommen til at hjælpe Wikipedia ved at udvide den. |